# Monmouth (Illinois)
Monmouth település az Amerikai Egyesült Államok Illinois államában, Warren megyében, melynek megyeszékhelye is. Lakosainak száma 8902 fő (2020. április 1.).

## Népesség
A település népességének változása:

| 2010 | 9 444 |
| 2020 | 8 902 |